# Athetis coreana
Athetis coreana är en fjärilsart som beskrevs av Matsumura 1926. Athetis coreana ingår i släktet Athetis och familjen nattflyn. Inga underarter finns listade i Catalogue of Life.